# い段
い段（いだん）とは、五十音図において、上から2番目の段（あ行の2段目）である。い、き、し、ち、に、ひ、み、(い)、り、ゐから成る。どの音にも、母音/i/が含まれる。この母音はしばしば無声子音の後（き、し、ち、ひ）で無声（声帯の響きを伴わない）化する。い段の音はし、ちなど他の4つの段に比べて子音が変化している音が多い。これは日本語のい段は口蓋化を伴うためである。
い と ゐ を除くい段の字は、や行の や、ゆ、よ を伴って拗音の第1字として使われる。このような拗音を「開拗音」という。
あ段 - い段 - う段 - え段 - お段